# سیلوین لندری
سیلوین لندری (انگلیسی: Sylvain Léandri؛ زادهٔ ۷ فوریهٔ ۱۹۴۸) بازیکن فوتبال اهل فرانسه است.
از باشگاه‌هایی که در آن بازی کرده‌است می‌توان به باشگاه فوتبال پاریس اشاره کرد.